# Linia ferată industrială cu ecartament îngust Brad-Crișcior
Linia ferată industrială cu ecartament îngust Brad-Crișcior este un ansamblu de monumente istorice aflat pe teritoriul municipiului Brad, comuna Crișcior.
Ansamblul este format din două monumente:
- Linia ferată industrială cu ecartament îngust municipiul Brad (cod LMI HD-II-m-B-20927.01)
- Linia ferată industrială cu ecartament îngust comuna Crișcior (cod LMI HD-II-m-B-20927.02)